# Laval—Les Îles
Circonscription électorale fédérale du Canada
Laval—Les Îles est une circonscription électorale fédérale au Québec (Canada).

## Géographie
Elle correspond aux quartiers des Îles-Laval, Laval-Ouest, Laval-sur-le-Lac, Sainte-Dorothée et Fabreville de la ville de Laval. Les circonscriptions limitrophes sont Laval, Ahuntsic-Cartierville, Pierrefonds—Dollard, Rivière-des-Mille-Îles et Marc-Aurèle-Fortin.

## Historique
La circonscription de Laval—Les Îles a été créée d'une partie de Laval-Ouest en 2004. Lors du redécoupage électoral de 2013, elle a cédé une partie de son territoire à la circonscription de Vimy et une autre partie à la circonscription de Marc-Aurèle-Fortin.

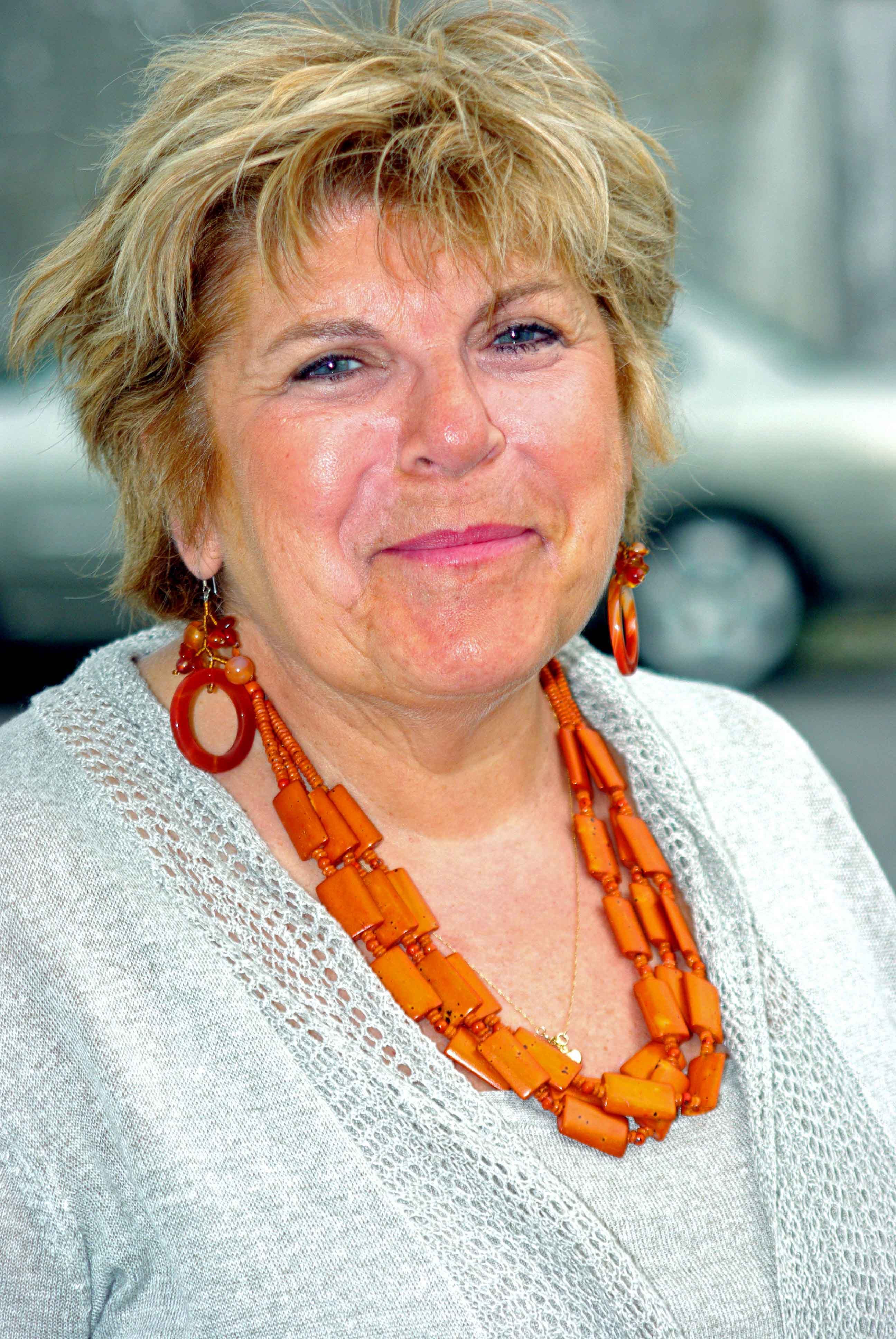
Raymonde Folco est députée de Laval-Ouest de 1997 à 2004 et de Laval—Les Îles de 2004 à 2011.

## Députés
| Législature                         | Années        | Député           | Parti | Parti         |
| ----------------------------------- | ------------- | ---------------- | ----- | ------------- |
| Laval—Les Îles issue de Laval-Ouest |               |                  |       |               |
| 38e                                 | 2004–2006     | Raymonde Folco   |       | Libéral       |
| 39e                                 | 2006–2008     | Raymonde Folco   |       | Libéral       |
| 40e                                 | 2008–2011     | Raymonde Folco   |       | Libéral       |
| 41e                                 | 2011–2015     | François Pilon   |       | Néo-démocrate |
| 42e                                 | 2015–2019     | Fayçal El-Khoury |       | Libéral       |
| 43e                                 | 2019–2021     | Fayçal El-Khoury |       | Libéral       |
| 44e                                 | 2021–2025     | Fayçal El-Khoury |       | Libéral       |
| 45e                                 | 2025–en cours | Fayçal El-Khoury |       | Libéral       |

## Résultats électoraux

### Évolution
Pour des raisons techniques, il est temporairement impossible d'afficher le graphique qui aurait dû être présenté ici.

### Résultats détaillés
|       | Candidat            | Parti              | # de voix | % des voix |
|       | Zaki Ghavitian      | Conservateur       | +08 587,  | 15,92 %    |
|       | Mohamedali Jetha    | Bloc québécois     | +07 022,  | 13,02 %    |
|       | Karine Joizil       | Libéral            | +11 108,  | 20,59 %    |
|       | François Pilon      | NPD                | +25 703,  | 47,64 %    |
|       | Brent Neil          | Vert               | +00966,   | 1,79 %     |
|       | Polyvios Tsakanikas | Marxiste-léniniste | +00194,   | 0,36 %     |
|       | Stéphane Bakhos     | Indépendant        | +00369,   | 0,68 %     |
| Total | Total               | Total              | 53 949    | 100 %      |

|       | Candidat                 | Parti          | # de voix | % des voix |
|       | Agop Evereklian          | Conservateur   | +11 017,  | 20,63 %    |
|       | Mohamedali Jetha         | Bloc québécois | +12 576,  | 23,55 %    |
|       | (sortant) Raymonde Folco | Libéral        | +21 603,  | 40,45 %    |
|       | Zahia El-Masri           | NPD            | +06 124,  | 11,47 %    |
|       | Brent Neil               | Vert           | +01 752,  | 3,28 %     |
|       | Sylvain A. Trottier      | neorhino.ca    | +00336,   | 0,63 %     |
| Total | Total                    | Total          | 53 408    | 100 %      |